# Oreoselinum pyrenaeum
Oreoselinum pyrenaeum är en flockblommig växtart som beskrevs av Franz Georg Hoffmann. Oreoselinum pyrenaeum ingår i släktet Oreoselinum och familjen flockblommiga växter. Inga underarter finns listade i Catalogue of Life.